# ザイフェルト曲面
ザイフェルト曲面またはザイフェルト膜とは、結び目（あるいは絡み目、以下同様）を境界に持つような向き付け可能（つまり表裏のある）曲面である。より正確には以下の通りである： R3（またはS3など）内の境界を持つコンパクトかつ向き付け可能な二次元曲面 Ω が結び目 K のザイフェルト曲面であるとは、 ∂Ω = K 、すなわち Ω の境界が結び目 K になっているときをいう。例えば円盤D2は自明な結び目のザイフェルト曲面である。併し（一回半ひねりの）メビウスの輪は三葉結び目を境界に持つ曲面であるが、向き付け可能でないため、これはザイフェルト曲面ではない。さらに結び目 K に向きを込めて考えているときの K のザイフェルト曲面とは、実際に向きを付けられた曲面 Ω であって、その境界 ∂Ω が（ Ω 自身の向きから自然に誘導される）向きを込めて K と一致しているものをいう。
どのような結び目に対しても、そのような曲面が存在することを最初に証明したのはフランクル-ポントリャーギン（1930年）であるが、後に実際にそのような曲面を構成するアルゴリズムを見付けたザイフェルト（1934年）に因んで、ザイフェルト曲面と呼ばれる。

## ザイフェルトのアルゴリズム
任意の有向絡み目の射影図に対して、以下のようにしてその絡み目のザイフェルト曲面を構成することができる。
- ステップ1

与えられた有向絡み目の射影図に対して平滑化（smoothing）と呼ばれる操作を行う。つまり、有向絡み目の射影図の交点は必ず下図の図1か図2のようになっているので、それらを図3のように置換する。平滑化によって射影図の全ての交点は消去され、図には（向き付けられた）有限個の円周が残る。これらの円周をザイフェルト円周またはザイフェルト周という。

図1（平滑化前）
図2（平滑化前）
図3（平滑化後）

- ステップ2

各ザイフェルト円周に対して、その円周を境界に持つような円板を張る。ただし、元の射影図によってはあるザイフェルト円周の内部に別のザイフェルト円周が入っている場合がある。そのような場合は、内側の円周を外側の円周より少しだけ上に持ち上げてから円板を張ることにする。このようにしてザイフェルト円周の個数と等しい、互いに交わらない円板ができる。
- ステップ3

最後に、ステップ1の平滑化で消去した各交点のところで、両側の円板を180°ひねった帯で連結させる。このときの帯のひねり方は、ステップ1で平滑化する前の交点の上下と、ひねった帯の境界（両側）の上下が一致するようにする。
以上で、与えられた有向絡み目を境界に持つ曲面を構成できた。この方法をザイフェルトのアルゴリズムという。ザイフェルトのアルゴムリズムで構成された曲面は向き付け可能になっているため、ザイフェルト曲面である。ステップ2で円板を貼るとき、ザイフェルト円周が時計回りに向き付けられていれば円板の上側を表・下側を裏とし、円周が反時計回りのときは上側を裏・下側を表と定めておけば、平滑化するときに交点の両側の円周の向きが逆になっていることから、180°ひねった帯で連結させたときに片方の円板の表が他方の円板の表に、裏は裏につながっていることがわかる。

## 結び目の種数
結び目 K の最小ザイフェルト曲面とは、K のザイフェルト曲面の中でその種数が最小のもののことである（これは一般に一意ではない）。 K の最小ザイフェルト曲面の種数をもって、結び目 K の種数とする。
合成結び目の種数は、その因子結び目の種数の和に等しいことがシューベルトによって証明されている。